# ラジオ「結城友奈は勇者である」勇者部活動報告
ラジオ「結城友奈は勇者である」勇者部活動報告（ゆうきゆうなはゆうしゃである ゆうしゃぶかつどうほうこく）は音泉にて2014年10月13日から2015年5月25日まで配信されていた『結城友奈は勇者である』関連のインターネットラジオ番組。全32回。
2015年8月10日から2017年9月25日までは『ラジオ「結城友奈は勇者である」勇者部活動報告 春夏秋冬』の番組名で季節ごとに年4回ペースで配信された。全10回。
2017年9月29日から2018年6月1日までは『結城友奈は勇者である 勇者部活動報告〜ラジオの章〜』の番組名で配信された。全33回。
2020年6月5日から2021年9月17日までは『ラジオ「結城友奈は勇者である 花結いのきらめき」勇者部活動報告』の番組名で配信された。全34回。
2021年10月1日から2022年1月21日までは『結城友奈は勇者である 勇者部活動報告〜大ラジオの章〜』の番組名で配信された。
2022年3月4日から9月16日までは『ラジオ「『結城友奈は勇者である 花結いのきらめき』勇者部活動報告 きらめきの章」』の番組名で配信された。
2023年7月27日から2024年3月28日までは『ラジオ「『結城友奈は勇者である 花結いのきらめき』勇者部活動報告 うぇ～ぶ」』の番組名で配信された。全16回。

## 概要
アニメ『結城友奈は勇者である』シリーズを盛り上げていくWebラジオ番組。
2015年3月21日に発表された第1回アニラジアワードにおいて、『ラジオ「結城友奈は勇者である」勇者部活動報告」』が「BEST FEMALE RADIO 最優秀女性ラジオ賞」を受賞した。
2018年3月8日に発表された第4回アニラジアワードにおいて、『結城友奈は勇者である 勇者部活動報告〜ラジオの章〜』が「BEST FEMALE RADIO 最優秀女性ラジオ賞（新人枠）」を受賞した。

### 配信日
ラジオ「結城友奈は勇者である」勇者部活動報告
- 音泉にて毎週月曜日配信（2014年10月13日 - 2015年5月25日）

ラジオ「結城友奈は勇者である」勇者部活動報告 春夏秋冬
- 音泉にて季節に1回月曜日配信（2015年8月10日 - 2017年9月25日）

結城友奈は勇者である 勇者部活動報告〜ラジオの章〜
- 音泉にて毎週金曜日配信（2017年9月29日 - 2018年6月1日）

ラジオ「結城友奈は勇者である 花結いのきらめき」勇者部活動報告
- 音泉にて隔週金曜日配信（2020年6月5日 - 2021年9月17日）

結城友奈は勇者である 勇者部活動報告〜大ラジオの章〜
- 音泉にて金曜日配信（2021年10月1日 - 2022年1月21日）

「結城友奈は勇者である 花結いのきらめき」勇者部活動報告 きらめきの章
- 音泉とYoutubeのKADOKAWAanimeチャンネルにて隔週金曜日配信（2022年3月4日 - 2022年9月16日）

「結城友奈は勇者である 花結いのきらめき」勇者部活動報告 うぇ～ぶ
- G'sチャンネルと音泉に隔週木曜日配信（2023年7月27日 (G'sチャンネル) / 8月3日 (音泉) - 2024年3月28日）

### パーソナリティ

#### 『結城友奈は勇者である 勇者部活動報告〜ラジオの章〜』まで
- 照井春佳（結城友奈 役）
- 内山夕実（犬吠埼風 役）
- 黒沢ともよ（犬吠埼樹 役）

#### ラジオ「結城友奈は勇者である 花結いのきらめき」勇者部活動報告
- 照井春佳（赤嶺友奈 役）
- 伊藤美来（弥勒蓮華 役）
- 松井恵理子（桐生静 役）

#### 結城友奈は勇者である 勇者部活動報告〜大ラジオの章〜
- 照井春佳（結城友奈、高嶋友奈 役）
- 毎回、アニメ「結城友奈は勇者である-大満開の章-」に合わせてゲストパーソナリティが出演する。

#### 「結城友奈は勇者である 花結いのきらめき」勇者部活動報告 きらめきの章
- 照井春佳（結城友奈、高嶋友奈、赤嶺友奈、芙蓉・リリエンソール・友奈 役）
- 毎回、アプリゲーム「結城友奈は勇者である 花結いのきらめき」よりゲストパーソナリティが出演する。

#### 「結城友奈は勇者である 花結いのきらめき」勇者部活動報告 うぇ～ぶ
- 照井春佳（結城友奈、高嶋友奈、赤嶺友奈、芙蓉・リリエンソール・友奈 役）
- 内山夕実（犬吠埼風 役）

## コーナー
おたより
ふつおたコーナー。

### 『結城友奈は勇者である 勇者部活動報告〜ラジオの章〜』まで
讃州中学勇者部、変身!
友奈・風・樹が勇者以外のあらゆるものに変身し、それぞれのキャラならどんな台詞を言うのか考えてリスナーに送ってもらう、大喜利コーナー。
ゆゆゆで三文字作文!
結城友奈についての「あいうえお作文3文字バージョン」をリスナーから募集。
笑ってはいけない!ぱるにゃすワールド!
照井に話して欲しいトークテーマを募集。リスナーから募集したテーマに添って照井がトークをしてくれる。
女子力、あがるわよ?
先輩が提唱している「うどん」のように女子力を上げてくれると噂のアイテム情報を募集するコーナー。
みんなで・部歌斉唱!
このラジオを聴いている「部員のみんなと一緒」に部歌を作っていくコーナー。
勇者部・占いの館
みなさんからお悩みを募集し、そのお悩みに対して、勇者部の3人が番組オリジナルタロットカードを引いてどうにかこじつけて解決に導くコーナー。
勇者部・部歌斉唱
毎回アニメ本編の放送回を振り返り、作詞・作曲・歌唱のパートに別れ『勇者部の歌』（部歌）として歌っていくコーナー。
○○は勇者である!
勇者部の3人のように「自分は勇者である」と宣言したくなっちゃうエピソードを紹介するコーナー。3人が『勇者』か『ノット勇者』か判定。
勇者部・占いの館
リスナーのお悩みに対して、勇者部の3人が番組オリジナルタロットカードを引き、こじつけて解決に導くコーナー。
あなたの周りのバーテックス
リスナーの日常を脅かす敵の『倒し方』を勇者部3人が実演しながら教えるコーナー。
鷲尾須美の決意！
リスナーから、小学生時代に決意したことを募集して発表する。
わっしー！みのさん！お名前つけます！
リスナーから依頼された、人・ペット・モノに対するニックネームの命名をパーソナリティがしていく。
「結城友奈は勇者である」、次は何の章?
リスナーが考えたオリジナルの「〇〇の章」を発表する。
勇者部活動報告
勇者部の3人のように自分は勇者である！と宣言したくなるエピソードを募集するコーナー。
みんなの勇者御記
リスナーが考えた「友奈以外の勇者達が書いていそうな御記」を発表する。
人のためになることを勇んで実施する、それが讃洲中学勇者部！
リスナーの悩み相談に対してパーソナリティ3人が解決の方向に導いていく。

### ラジオ「結城友奈は勇者である 花結いのきらめき」勇者部活動報告
ゆゆゆい４文字作文！
「ゆゆゆい」の4文字であいうえお作文をリスナーから募集するコーナー。
テーマは自由
花結いのきらめき〜あったらいいなの章〜
『結城友奈は勇者である 花結いのきらめき』であったらいいなと思うシチュエーションをリスナーが投稿し、出演者がイラストを描き、運営に提案していくコーナー。
桐生お笑い塾
リスナーからお笑いでよく使う例えツッコミを状況説明と共に募集するコーナー。
勇者自伝
リスナーから自分の最もかっこよかった/輝いていた瞬間を募集するコーナー
赤嶺さーん、これ説明してもらってもいいですか？
照井がお題を擬音のみで説明して、それを伊藤、松井の2人が当てるコーナー。

### 結城友奈は勇者である 勇者部活動報告〜大ラジオの章〜
大満開喜利の章
シンプルな大喜利コーナー。毎回与えられたお題に対してリスナーから回答を募集し、パーソナリティが判定するコーナー。
困ってる人はなんでも助ける！
リスナーから、今困っていること、勇者部に助けて欲しい依頼を募集し、パーソナリティが解決するコーナー。
アシタノハナシタチ
エンディング後のコーナー。ゲストが次回の照井と次回のゲストに無茶振りを投げるコーナー。
大おまけの章
アニメ公式アプリ「ゆゆゆ勇者部」にて配信されるおまけコーナー。

### 「結城友奈は勇者である 花結いのきらめき」勇者部活動報告 きらめきの章
寸劇
オープニングで行われる、照井とゲストMCが担当するキャラによる寸劇。
照井春佳のクエスチョンワン！
ゲストMCに対して照井が1つ質問するコーナー。
今週のキーワード
オープニングの寸劇のテーマとなるキーワードに因んだ企画を行う。
芙蓉・リリエンソール・友奈の適当四字熟語！
リスナーからお題を募集し、照井がオリジナルの四字熟語で表現して、ゲストMCが当てるコーナー。

### 『結城友奈は勇者である 花結いのきらめき』勇者部活動報告 うぇ～ぶ
ゆゆゆラジオは不死鳥の如く
リスナーから新コーナーや過去の企画の復活の提案を募集するコーナー。
クイズ「結城友奈は勇者である 花結いのきらめき」
リスナーから「結城友奈は勇者である 花結いのきらめき」に関連する、ゲームの内容、ラジオ、イベント、インタビュー、声優の発言などのクイズを募集し、パーソナリティが答えるコーナー。
スペシャルミニ朗読コーナー
G'sチャンネル有料会員・音泉プレミアムサポーター限定に配信される朗読コーナー。

## 番組リスト

### ラジオ「結城友奈は勇者である」勇者部活動報告
ニコニコ生放送『「結城友奈は勇者である」勇者部活動生報告』の番組名で動画生配信された場合は、後日、音泉にて音声配信される。（例外あり）
| 回     | 配信日             | 配信日   | ゲスト / ※備考                                 |
| 回     | ニコ生（回）       | 音泉     | ゲスト / ※備考                                 |
| 2014年 | 2014年             | 2014年   | 2014年                                         |
| ------ | ------------------ | -------- | ---------------------------------------------- |
|        | 10月10日(1)        |          | 三森すずこ（東郷美森 役） ※放送直前SP          |
| 1      |                    | 10月13日 |                                                |
| 2      |                    | 10月20日 |                                                |
| 3      |                    | 10月27日 |                                                |
| 4      | 10月31日(2)        | 11月3日  | 長妻樹里（三好夏凜 役）                        |
| 5      |                    | 11月10日 | ※内山欠席（体調不良）                          |
| 6      |                    | 11月17日 |                                                |
| 7      |                    | 11月24日 |                                                |
| 8      | 11月28日(3)        | 12月1日  | 三森すずこ                                     |
| 9      |                    | 12月8日  |                                                |
| 10     |                    | 12月15日 |                                                |
| 11     |                    | 12月22日 |                                                |
| 2015年 |                    |          |                                                |
| 12     | 2014年 12月26日(4) | 1月5日   | 三森すずこ、長妻樹里                           |
| 13     |                    | 1月12日  |                                                |
| 14     |                    | 1月19日  |                                                |
| 15     |                    | 1月26日  |                                                |
| 16     | 1月30日(5)         | 2月2日   | 長妻樹里 ※黒沢欠席（大学受験専念のため）       |
| 17     |                    | 2月9日   | ※黒沢欠席（大学受験専念のため）                |
| 18     |                    | 2月16日  | ※黒沢欠席（大学受験専念のため）                |
| 19     |                    | 2月23日  |                                                |
| 20     | 2月27日(6)         | 3月2日   |                                                |
| 21     |                    | 3月9日   |                                                |
| 22     |                    | 3月16日  |                                                |
| 23     |                    | 3月23日  |                                                |
| 24     | 3月27日(7)         | 3月30日  |                                                |
| 25     |                    | 4月6日   |                                                |
| 26     |                    | 4月13日  |                                                |
| 27     |                    | 4月20日  |                                                |
| 28     |                    | 4月27日  |                                                |
| 29     |                    | 5月4日   |                                                |
| 30     |                    | 5月11日  |                                                |
| 31     |                    | 5月18日  |                                                |
| 32     |                    | 5月25日  |                                                |
|        | 6月12日(8)         |          | 三森すずこ、長妻樹里 ※香川ロケ映像の一部も公開 |

### ラジオ「結城友奈は勇者である」勇者部活動報告 春夏秋冬
ニコニコ生放送『ラジオ「結城友奈は勇者である」勇者部活動報告 春夏秋冬』が動画生配信された場合は、後日、音泉にて音声配信される。
| 回     | 配信日   | 配信日   | ゲスト / ※備考 |
| 回     | ニコ生   | 音泉     | ゲスト / ※備考 |
| 2015年 | 2015年   | 2015年   | 2015年 |
| ------ | -------- | -------- | --- |
| 1      |          | 8月10日  | |
| 2      | 10月30日 | 11月2日  | |
| 2016年 |          |          | |
| 3      |          | 2月29日  | ※2月21日開催の公開録音の音源配信 |
| 4      | 5月21日  | 5月23日  | 高野麻里佳（「乃木若葉は勇者である」上里ひなた 役） |
|        | 7月29日  |          | ※「乃木若葉は勇者である」のニコ生番組『「乃木若葉は勇者である」勇者無線御記！』を配信 出演者：大橋彩香（乃木若葉 役）、高野麻里佳、本渡楓（土居球子 役） |
| 5      |          | 8月22日  | |
| 6      |          | 10月24日 | |
| 2017年 |          |          | |
| 7      |          | 1月16日  | |
| 8      | 3月17日  | 3月20日  | 三森すずこ（「結城友奈は勇者である -鷲尾須美の章-」鷲尾須美 役）                                                                                         |
| 9      |          | 7月3日   | 三森すずこ |
| 10     |          | 9月25日  | 花澤香菜（乃木園子 役） ※9月15日開催の公開録音の音源配信                                                                                                 |

### 結城友奈は勇者である 勇者部活動報告〜ラジオの章〜
ニコニコ生放送『ラジオ結城友奈は勇者である 勇者部活動報告〜ニコ生の章〜』の番組名で動画生配信された場合は、後日、音泉にて音声配信される。
| 回     | 配信日   | 配信日   | ゲスト / ※備考 |
| 回     | ニコ生   | 音泉     | ゲスト / ※備考 |
| 2017年 | 2017年   | 2017年   | 2017年 |
| ------ | -------- | -------- | --- |
| 1      |          | 9月29日  | |
| 2      |          | 10月6日  | |
| 3      |          | 10月13日 | |
| 4      |          | 10月20日 | 三森すずこ、長妻樹里 ※黒沢欠席 |
| 5      |          | 10月27日 | |
| 6      |          | 11月3日  | |
| 7      | 10月31日 | 11月10日 | 三森すずこ |
| 8      |          | 11月17日 | |
| 9      |          | 11月24日 | |
| 10     |          | 12月1日  | |
| 11     | 11月28日 | 12月8日  | 長妻樹里 |
| 12     |          | 12月15日 | |
| 13     |          | 12月22日 | |
| 14     | 12月19日 | 12月29日 | |
| 2018年 |          |          | |
| 15     |          | 1月5日   | |
| 16     |          | 1月12日  | |
| 17     |          | 1月19日  | |
| 18     |          | 1月26日  | 岸誠二（TVアニメ監督） |
| 19     |          | 2月2日   | タカヒロ（TVアニメ企画・原案） |
| 20     |          | 2月9日   | |
|        | 2月11日  |          | ※「楠芽吹は勇者である」のニコ生番組『楠芽吹は勇者である ドラマCD発売記念ニコ生』を配信 出演者：田中美海（楠芽吹 役）、大空直美（弥勒夕海子 役）、石上静香（山伏しずく 役） |
| 21     |          | 2月16日  | |
| 22     |          | 2月23日  | |
| 23     |          | 3月2日   | |
| 24     |          | 3月9日   | |
| 25     |          | 3月16日  | |
| 26     |          | 3月23日  | |
| 27     |          | 3月30日  | |
| 28     |          | 4月6日   | |
| 29     |          | 4月13日  | |
| 30     |          | 4月20日  | |
| 31     |          | 4月27日  | |
| 32     |          | 5月18日  | |
| 33     |          | 6月1日   | 三森すずこ、長妻樹里 ※5月27日開催の公開録音の音源配信 |
| 2019年 |          |          | |
| SP     |          | 1月11日  | |

### ラジオ「結城友奈は勇者である 花結いのきらめき」勇者部活動報告
| 回     | 配信日             | 配信日   | ゲスト / ※備考 |
| 回     | ニコ生 YouTube     | 音泉     | ゲスト / ※備考 |
| 2020年 | 2020年             | 2020年   | 2020年 |
| ------ | ------------------ | -------- | --- |
| 1      |                    | 6月5日   | |
| 2      |                    | 6月19日  | |
| 3      |                    | 7月3日   | |
| 4      |                    | 7月17日  | |
| 5      |                    | 7月31日  | |
|        | 8月1日 (ニコ生)    |          | ※ニコ生番組『結城友奈は勇者である 勇者部活動生報告 感謝祭の章』を配信。中止となった『結城友奈は勇者である 感謝祭』の代替企画。 出演者：照井春佳（結城友奈 役）、三森すずこ（東郷美森/鷲尾須美 役）、長妻樹里（三好夏凜 役）、花澤香菜（乃木園子 役）。 |
| 6      |                    | 8月14日  | |
| 7      |                    | 8月28日  | |
| 8      |                    | 9月11日  | 大空直美（弥勒夕海子 役） |
| 9      |                    | 9月25日  | |
| 10     |                    | 10月9日  | |
| 11     |                    | 10月23日 | |
| 12     |                    | 11月6日  | |
| 13     |                    | 11月20日 | 大野柚布子（国土亜耶 役） |
| 14     |                    | 12月4日  | |
| 15     |                    | 12月18日 | |
|        | 12月29日 (YouTube) |          | ※音泉YouTubeで『『ゆゆゆい』勇者部活動生報告～歳末大放出スペシャル～』をライブ配信。 宮原颯希（花本美佳 役） |
| 2021年 |                    |          | |
| 16     |                    | 1月8日   | |
| 17     |                    | 1月22日  | |
| 18     |                    | 2月5日   | |
| 19     |                    | 2月19日  | |
| 20     |                    | 3月5日   | |
| 21     |                    | 3月19日  | |
| 22     |                    | 4月2日   | |
|        | 4月16日 (YouTube)  |          | ※音泉YouTubeで『『結城友奈は勇者である 花結いのきらめき』勇者部活動生報告 『刀使ノ巫女』コラボ＆『ちゅるっと！』放送記念スペシャル』をライブ配信。 本渡楓（『刀使ノ巫女』：衛藤可奈美役 /『ゆゆゆい』：土居球子役）                                    |
| 23     |                    | 4月17日  | |
| 24     |                    | 4月30日  | |
| 25     |                    | 5月14日  | |
| 26     |                    | 5月28日  | |
| 27     |                    | 6月11日  | |
| 28     |                    | 6月25日  | |
| 29     |                    | 7月9日   | |
| 30     |                    | 7月23日  | |
| 31     |                    | 8月6日   | |
| 32     |                    | 8月20日  | |
| 33     |                    | 9月3日   | |
| 34     |                    | 9月17日  | |

### 結城友奈は勇者である 勇者部活動報告〜大ラジオの章〜
| 回     | 配信日              | 配信日   | ゲスト                                              | 備考                                                                        |
| 回     | YouTube ニコ生      | 音泉     | ゲスト                                              | 備考                                                                        |
| 2021年 | 2021年              | 2021年   | 2021年                                              | 2021年                                                                      |
| ------ | ------------------- | -------- | --------------------------------------------------- | --------------------------------------------------------------------------- |
| 1      |                     | 10月1日  | 三森すずこ（東郷美森 役） 長妻樹里（三好夏凜 役）   |                                                                             |
| 2      | 10月10日 (YouTube)  | 10月15日 | 内山夕実（犬吠埼風 役） 黒沢ともよ（犬吠埼樹 役）   | 特番生放送「やっぱり！アニラジといえば、音泉だね！」内で行われた公開収録    |
| 3      |                     | 10月29日 | 内山夕実（犬吠埼風 役） 黒沢ともよ（犬吠埼樹 役）   |                                                                             |
| 4      |                     | 11月5日  | 田中美海（楠芽吹 役） 長妻樹里                      |                                                                             |
| 5      | 11月6日 （ニコ生）  | 11月12日 | 田中美海（楠芽吹 役） 長妻樹里                      | ニコ生で配信された『結城友奈は勇者である～大ラジオの章～ 勇者部活動生報告』 |
| 6      | 11月17日 （ニコ生） | 11月19日 | 大橋彩香（乃木若葉 役） 本渡楓（土居球子 役）       | ニコ生で配信された『結城友奈は勇者である～大ラジオの章～ 勇者部活動生報告』 |
| 7      |                     | 11月26日 | 大橋彩香（乃木若葉 役） 本渡楓（土居球子 役）       |                                                                             |
| 8      | 11月30日 （ニコ生） | 12月3日  | 鈴木愛奈（郡千景 役） 近藤玲奈（伊予島杏 役）       | ニコ生で配信された『結城友奈は勇者である～大ラジオの章～ 勇者部活動生報告』 |
| 9      |                     | 12月10日 | 鈴木愛奈 近藤玲奈 杉山里穂（柚木友奈 役）           |                                                                             |
| 10     | 12月12日 （ニコ生） | 12月17日 | 大野柚布子（国土亜耶 役） 大空直美（弥勒夕海子 役） | ニコ生で配信された『結城友奈は勇者である～大ラジオの章～ 勇者部活動生報告』 |
| 11     |                     | 12月24日 | 大野柚布子（国土亜耶 役） 大空直美（弥勒夕海子 役） |                                                                             |
| 12     |                     | 12月31日 | 黒沢ともよ 長妻樹里                                 |                                                                             |
| 2022年 |                     |          |                                                     |                                                                             |
| 13     | 1月8日 （ニコ生）   | 1月14日  | 三森すずこ 花澤香菜（乃木園子 役）                  | ニコ生で配信された『結城友奈は勇者である～大ラジオの章～ 勇者部活動生報告』 |
| 14     |                     | 1月21日  | 三森すずこ 花澤香菜（乃木園子 役）                  |                                                                             |

### ラジオ「『結城友奈は勇者である 花結いのきらめき』勇者部活動報告 きらめきの章」
| 回     | 配信日  | 配信日  | ゲスト                                              | 備考   |
| 回     | YouTube | 音泉    | ゲスト                                              | 備考   |
| 2022年 | 2022年  | 2022年  | 2022年                                              | 2022年 |
| ------ | ------- | ------- | --------------------------------------------------- | ------ |
| 1      | 3月4日  | 3月4日  | 杉山里穂（柚木友奈 役） 大空直美（弥勒夕海子 役）   |        |
| 2      | 3月18日 | 3月18日 | 長縄まりあ（藤森水都 役） 大野柚布子（国土亜耶 役） |        |
| 3      | 4月1日  | 4月1日  | 長縄まりあ（藤森水都 役） 大野柚布子（国土亜耶 役） |        |
| 4      | 4月15日 | 4月15日 | 長妻樹里（三好夏凜 役） 田中美海（楠芽吹 役）       |        |
| 5      | 4月29日 | 4月29日 | 長妻樹里（三好夏凜 役） 田中美海（楠芽吹 役）       |        |
| 6      | 5月13日 | 5月13日 | 諏訪彩花（白鳥歌野 役） 松井恵理子（桐生静 役）     |        |
| 7      | 5月27日 | 5月27日 | 諏訪彩花（白鳥歌野 役） 松井恵理子（桐生静 役）     |        |
| 8      | 6月10日 | 6月10日 | 長妻樹里 大橋彩香（乃木若葉 役） 杉山里穂           |        |
| 9      | 6月24日 | 6月24日 | 本渡楓（土井球子 役） 近藤玲奈（伊予島杏 役）       |        |
| 10     | 7月8日  | 7月8日  | 本渡楓（土井球子 役） 近藤玲奈（伊予島杏 役）       |        |
| 11     | 7月22日 | 7月22日 | 千本木彩花（秋原雪花 役） 山本希望（古波蔵棗 役）   |        |
| 12     | 8月5日  | 8月5日  | 千本木彩花（秋原雪花 役） 山本希望（古波蔵棗 役）   |        |
| 13     | 8月19日 | 8月19日 | 大空直美 伊藤美来（弥勒蓮華 役）                    |        |
| 14     | 9月2日  | 9月2日  | 大空直美 伊藤美来（弥勒蓮華 役）                    |        |
| 15     | 9月16日 | 9月16日 | 大橋彩香 松井恵理子                                 |        |

### ラジオ「『結城友奈は勇者である 花結いのきらめき』勇者部活動報告 きらめきの章」うぇ～ぶ
| 回     | 配信日        | 配信日   | ゲスト                                          | 備考 |
| 回     | G'sチャンネル | 音泉     | ゲスト                                          | 備考 |
| 2023年 | 2023年        | 2023年   | 2023年                                          | 2023年 |
| ------ | ------------- | -------- | ----------------------------------------------- | --- |
| 1      | 7月27日       | 8月3日   |                                                 | |
| 2      | 8月10日       | 8月17日  | 長妻樹里（三好夏凜 役）                         | |
| 3      | 8月24日       | 8月31日  | 本渡楓（土居球子 役）                           | |
| 4      | 9月7日        | 9月14日  | 山本希望（古波蔵棗 役）                         | |
|        | 9月17日       |          | 諏訪彩花（白鳥歌野 役） 松井恵理子（桐生静 役） | G'sチャンネルにて生配信された『『結城友奈は勇者である 花結いのきらめき』勇者部活動報告 うぇ～ぶ ～みんなでお月見生放送！ TGSにも出展決定スペシャル～』 |
| 5      | 10月5日       | 10月12日 |                                                 | |
| 6      | 10月19日      | 10月26日 | 杉山里穂（柚木友奈 役）                         | |
| 7      | 11月2日       | 11月9日  | 大橋彩香（乃木若葉 役）                         | |
| 8      | 11月16日      | 11月23日 | 近藤玲奈（伊予島杏 役）                         | |
| 9      | 11月30日      | 12月7日  | 長縄まりあ（藤森水都 役）                       | |
| 10     | 12月14日      | 12月21日 | 石上静香（山伏しずく 役）                       | |
| 11     | 12月28日      | 1月4日   | 宮原颯希（花本美佳 役）                         | |
| 12     | 1月11日       | 1月18日  | 千本木彩花（秋原雪花 役）                       | |
| 13     | 1月25日       | 2月1日   | 田中美海（楠芽吹 役）                           | |
| 14     | 2月8日        | 2月15日  | 伊藤美来（弥勒蓮華 役）                         | |
| 15     | 3月14日       | 3月14日  | 松井恵理子                                      | 3月3日開催の公開録音（昼の部）の音源配信 |
| 16     | 3月28日       | 3月28日  | 長妻樹里                                        | 3月3日開催の公開録音（夜の部）の音源配信 |

## イベント
『結城友奈は勇者である』友奈単独活動報告 in ワンフェス2015［夏］
- 2015年7月26日 - 幕張メッセ
- 出演：照井春佳、木下哲哉（プロデューサー）、小荒井孝典（電撃ホビーウェブ編集長）、新井里美（司会）

＜音泉＞公開録音祭り 2016冬 第3部 ラジオ「結城友奈は勇者である」勇者部活動報告 春夏秋冬
- 2016年2月21日 - 有楽町朝日ホール[18]
- 出演：照井春佳、内山夕実、黒沢ともよ
- 音源配信：ラジオ第2期第3回（2016年2月29日）

ラジオ「結城友奈は勇者である」勇者部活動報告”公開収録　in京まふ
- 2017年9月16日 - みやこめっせ
- 出演：照井春佳、内山夕実、黒沢ともよ、花澤香菜
- 音源配信：ラジオ第2期第10回（2017年9月25日）

ラジオ「結城友奈は勇者である」勇者部活動報告〜ラジオの章〜公開録音
- 2018年5月27日 - 日本教育会館 一ツ橋ホール
- 出演：照井春佳、内山夕実、黒沢ともよ、三森すずこ、長妻樹里
- 音源配信：ラジオ第3期第33回（2018年6月1日）

「結城友奈は勇者である 花結いのきらめき」勇者部活動報告 うぇ～ぶ 公開録音
- 2024年3月3日 - 科学技術館 サイエンスホール
- 出演：照井春佳、内山夕実、松井恵理子（昼の部）、長妻樹里（夜の部）
- 音源配信：ラジオ第7期第15回 (2024年3月14日)(昼の部) 、ラジオ第7期第16回 (2024年3月28日)(夜の部)

## 関連商品

### ラジオCD・DJCD
| Vol.                                                                         | 発売日                                          | 新規収録内容 | 過去配信回                                      | 音泉通販特典                                                                                  | 商品番号                                        |
| ラジオCD「結城友奈は勇者である 勇者部活動報告」                              | ラジオCD「結城友奈は勇者である 勇者部活動報告」 | ラジオCD「結城友奈は勇者である 勇者部活動報告」 | ラジオCD「結城友奈は勇者である 勇者部活動報告」 | ラジオCD「結城友奈は勇者である 勇者部活動報告」                                               | ラジオCD「結城友奈は勇者である 勇者部活動報告」 |
| ---------------------------------------------------------------------------- | ----------------------------------------------- | --- | ----------------------------------------------- | --------------------------------------------------------------------------------------------- | ----------------------------------------------- |
| 1                                                                            | 2015年2月25日                                   | うどん作り | 第1回 - 第12回                                  | 勇者部・部歌斉唱 完全版CD 上巻                                                                | PCCG-90138                                      |
| 2                                                                            | 2015年5月20日                                   | 真の勇者を目指す | 第13回 - 第22回                                 | 勇者部・部歌斉唱 完全版CD 下巻                                                                | PCCG-90139                                      |
| 3                                                                            | 2015年7月22日                                   | 香川ロケの話 | 第23回 - 第32回                                 | 特典DVD みんなで部歌斉唱！in 香川                                                             | PCCG-90142                                      |
| DJCD ラジオ「結城友奈は勇者である」勇者部活動報告 春夏秋冬 出張版 After Days |                                                 | |                                                 |                                                                                               |                                                 |
| -                                                                            | 2015年12月29日                                  | 勇者部員のその後 | -                                               | -                                                                                             | BRCG-90005                                      |
| ラジオCD「結城友奈は勇者である 勇者部活動報告」春夏秋冬                      |                                                 | |                                                 |                                                                                               |                                                 |
| -                                                                            | 2017年12月20日                                  | 冬期特別企画 | 第1回 - 第10回                                  | スペシャルラジオCD                                                                            | PCCG-90165                                      |
| DJCD「結城友奈は勇者である 勇者部活動報告〜ラジオの章〜」                    |                                                 | |                                                 |                                                                                               |                                                 |
| 1                                                                            | 2017年12月28日                                  | ゲスト：花守ゆみり（三ノ輪銀 役） | -                                               | -                                                                                             | BRCG-90008                                      |
| 2                                                                            | 2018年1月26日                                   | 香川県クイズ | -                                               | -                                                                                             | BRCG-90011                                      |
| ラジオCD「結城友奈は勇者である 勇者部活動報告〜ラジオの章〜」                |                                                 | |                                                 |                                                                                               |                                                 |
| 1                                                                            | 2018年3月2日                                    | ゲスト：長妻樹里 | 第1回 - 第10回                                  | -                                                                                             | PCCG-90168                                      |
| 2                                                                            | 2018年5月23日                                   | 特別コーナー 「勇者部ラジオ御記」 「勇者部の未来を考えよう！」 | 第11回 - 第21回                                 | ラジオの章 勇者部・部歌斉唱 CD                                                                | PCCG-90169                                      |
| 3                                                                            | 2018年8月8日                                    | 歴代コーナーの復活 | 第22回 - 第33回                                 | 『ラジオ「結城友奈は勇者である」勇者部活動報告～ラジオの章～公開録音』の2部の模様を収録したCD | PCCG-90171                                      |
| ラジオCD「結城友奈は勇者である 花結いのきらめき」勇者部活動報告              |                                                 | |                                                 |                                                                                               |                                                 |
| -                                                                            | 2022年1月15日                                   | ゲスト：内山夕実 | 第1回 - 第34回                                  |                                                                                               | TBZR-1292/1293                                  |
| ラジオCD「結城友奈は勇者である 勇者部活動報告〜大ラジオの章〜」              |                                                 | |                                                 |                                                                                               |                                                 |
| -                                                                            | 2022年4月27日                                   | ゲスト1： 田中美海（楠芽吹 役） 大橋彩香（乃木若葉 役） ゲスト2： 花守ゆみり（三ノ輪銀 役） 高野麻里佳（上里ひなた 役） 種崎敦美（加賀城雀 役） 石上静香（山伏しずく 役） | 第1回 - 第14回                                  |                                                                                               | TBZR-1296/1297                                  |

### DVD
| 発売日                                                       | 新規収録内容                                            | 音泉通販特典                                            | 商品番号                                                |
| 結城友奈は勇者である 勇者部活動報告 卒業旅行DVD in 香川      | 結城友奈は勇者である 勇者部活動報告 卒業旅行DVD in 香川 | 結城友奈は勇者である 勇者部活動報告 卒業旅行DVD in 香川 | 結城友奈は勇者である 勇者部活動報告 卒業旅行DVD in 香川 |
| ------------------------------------------------------------ | ------------------------------------------------------- | ------------------------------------------------------- | ------------------------------------------------------- |
| 2015年08月14日                                               | 香川県での卒業旅行ロケ                                  | ポストカード ※C88の特典                                 | BRBE-32                                                 |
| ラジオ「結城友奈は勇者である 勇者部活動報告」打ち上げ宴会DVD |                                                         |                                                         |                                                         |
| 2017年08月11日                                               | 香川県での宴会ロケ                                      | ポストカード ※C92の特典                                 | BRBE-00069                                              |

### グッズ
- 音T『ラジオ「結城友奈は勇者である 勇者部活動報告」』Tシャツ（サイズ：M・L・XL）
- 【らじぷち】「ラジオ『結城友奈は勇者である』勇者部活動報告 春夏秋冬」アクリルキーホルダーセット
- 大赦Tシャツ（サイズ：M・L、カラー：黒・白）
- 音P「ラジオ『結城友奈は勇者である 勇者部活動報告』パーカー」（カラー：黒・シロ）
- 「結城友奈は勇者である 勇者部活動報告」タペストリー
- ラジオ「結城友奈は勇者である 勇者部活動報告」打ち上げ宴会DVD in 香川クッションカバーセット
- 「ラジオ『結城友奈は勇者である』勇者部活動報告 春夏秋冬」手帳型スマホケース　鷲尾須美
- 【らじぷち】「ラジオ『結城友奈は勇者である』勇者部活動報告 春夏秋冬」アクリルキーホルダーセット2
- 東郷美森 クッションカバー
- 「結城友奈は勇者である 勇者部活動報告〜ラジオの章〜」勇者部活動報告七箇条ジャージ
- 「結城友奈は勇者である 勇者部活動報告〜ラジオの章〜」勇者部活動報告七箇条Tシャツ
- 「結城友奈は勇者である 勇者部活動報告〜ラジオの章〜」肉ぶっかけうどんタオル
- 「結城友奈は勇者である」缶バッジ
- 結城友奈は勇者である 勇者部活動報告〜うどんの章〜